# Didier Couston
Pas d'image ? Cliquez ici

a Compétitions nationales et continentales officielles uniquement.

b Matchs officiels uniquement.
Didier Couston, né le 26 novembre 1964 à Carpentras, est un joueur de rugby à XIII dans les années 1980 et 1990 évoluant au poste d'ailier.
Formé à Vedène puis Carpentras, il prend part à ses premières rencontres senior au sein de ce dernier. En 1985, il change de club et rejoint le club voisin du Pontet avec lequel il remporte le titre de Championnat de France en 1986 et de la Coupe de France en 1986 aux côtés de Marc Palanques, Patrick Rocci et Christian Maccali. Il reste seulement deux saisons dans ce club avant de revenir à Carpentras avec lequel il dispute la finale de la Coupe de France en 1992 avec Rocci, Serge Titeux et Christian Scicchitano.
Il connaît par ailleurs sept sélections en équipe de France entre 1985 et 1987 prenant part à la Coupe du monde 1985-1988 et est l'un des artisans de la victoire française du 17 mars 1985 contre la Grande-Bretagne 24-16 en marquant trois essais.
Dans la vie civile, il a travaillé en tant que technicien pour l'Électricité de France.

## Palmarès
- Collectif :
  - Vainqueur du Championnat de France : 1986 (Le Pontet).
  - Vainqueur de la Coupe de France : 1986 (Le Pontet).
  - Finaliste du Championnat de France : 1987 (Le Pontet).
  - Finaliste de la Coupe de France : 1992 (Carpentras).

### Détails en sélection
| 1. | 17 mars 1985     | Grande-Bretagne  | 24-16 | Test-match     | Ailier | 9 | 3 | - | - |
| 2. | 24 novembre 1985 | Nouvelle-Zélande | 0-22  | Test-match     | Ailier | - | - | - | - |
| 3. | 7 décembre 1985  | Nouvelle-Zélande | 0-22  | Coupe du monde | Ailier | - | - | - | - |
| 4. | 16 février 1986  | Grande-Bretagne  | 10-10 | Coupe du monde | Ailier | 6 | 2 | - | - |
| 5. | 1er mars 1986    | Grande-Bretagne  | 10-24 | Test-match     | Ailier | - | - | - | - |
| 6. | 30 novembre 1986 | Australie        | 2-44  | Coupe du monde | Ailier | - | - | - | - |
| 7. | 24 janvier 1987  | Grande-Bretagne  | 4-52  | Coupe du monde | Ailier | - | - | - | - |